# لالینوواتس
لالینوواتس (به صربی: Lalinovac) یک منطقهٔ مسکونی در صربستان است که در لبانه واقع شده‌است. لالینوواتس ۲۵۰ نفر جمعیت دارد.